# Rolandbataljonen
Rolandbataljonen var ett av de första utländska förbanden i nazityska Wehrmachts Brandenburgerdivision, den bildades i februari 1941 och upplöstes i december 1941. Bataljonen bestod av ukrainska nationalister och uppsattes av ukrainare från diasporan i Tyskland. Rolandbataljonen befann sig i frontlinjen då Tyskland inledde Operation Barbarossa, angreppet på Sovjetunionen 1941.
Roland- och Nachtigallbataljonerna omstrukturerades så småningom till polisenheter och inlemmades i polisbataljon 201, som genomförde aktioner mot sovjetiska partisaner i Vitryssland.